# Hemiscorpius egyptiensis
Hemiscorpius egyptiensis – gatunek skorpiona z rodziny Buthidae, zamieszkującego Egipt.

## Taksonomia
Gatunek ten opisany został w 2011 roku przez Wilsona R. Lourenço.

## Opis
Ciało, u samca długości 23,5 mm, ubarwione żółtawo do jasnożółtego z rudawymi fragmentami na nogogłaszczkach. Ciało i zaodwłok umiarkowanie wydłużone. Pęcherzyk telsonu kształtu nieco cebulkowatego, słabo wydłużony. Ciało i przydatki pozbawione granulacji, gładkie z bardzo drobną punktacją. Żeberka (carinae) zaodwłoku umiarkowanie do silnie rozwiniętych: brzuszne umiarkowanie zaznaczone na segmentach I i II, a grzbietowe z tylnymi, kolcowatymi granulkami na segmentach I i IV. Żeberka nogogłaszczek umiarkowanie do silnie rozwiniętych: rzepki ze słabo rozwiniętymi żeberkami grzbietowo-zewnętrznymi, wewnętrzne apofizy z 3-4 granulkami, a uda z kilkoma umiarkowanie zaznaczonymi, kolcowatymi granulkami. Palce z podwójnym rządkiem zębów, zlanym na odcinku od proksymalnych ½ do ⅓. Grzebienie z 12 ząbkami każdy u samców. Stopy odnóży krocznych z dwoma rzędami 3-4 kolcokształtnych szczecinek.

## Występowanie
Gatunek ten jest endemitem Egiptu. Wykazany został wyłącznie z Górnego Egiptu, z okolic Aswanu.